# Gustáv Husák

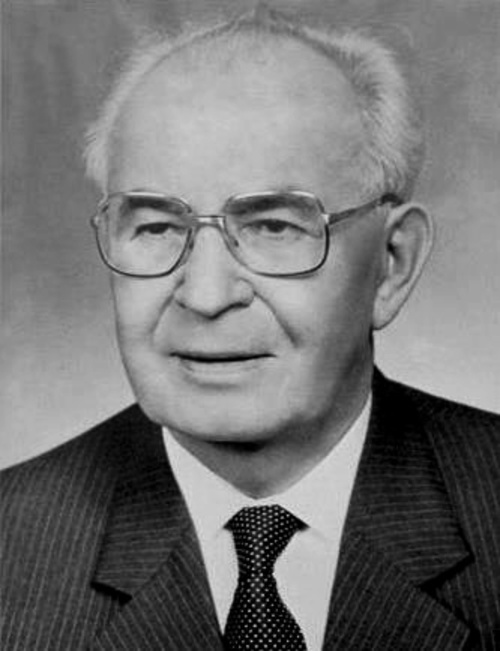
Gustáv Husák

Gustáv Husák (10 tháng 1 năm 1913 - 18 tháng 11 năm 1991) là một chính khách người Slovakia. Ông từng là một nhà lãnh đạo cộng sản lâu dài của Đảng Cộng sản Tiệp Khắc và từng giữ chức Chủ tịch của Tiệp Khắc (1969-1987). Thời gian cầm quyền của ông được gọi là giai đoạn "bình thường hóa" sau mùa xuân Praha.

## Cuộc đời và sự nghiệp
Gustav Husák là con trai của một công nhân thất nghiệp tại Dúbravka (nay là một phần của Bratislava), Vương quốc Hungary, Áo-Hung (Slovakia). Ông gia nhập Đoàn Thanh niên Cộng sản ở tuổi 16, trong khi theo học tại các trường học trung học ở Bratislava. Năm 1933, khi ông bắt đầu nghiên cứu tại Khoa Luật của Đại học Comenius ở Bratislava, ông gia nhập Đảng Cộng sản Tiệp Khắc (KSC) đã bị cấm hoạt động 1938-1945. Trong Chiến tranh thế giới thứ hai, ông từng bị bỏ tù bởi chính phủ Jozef Tiso vì các hoạt động cộng sản bất hợp pháp, và ông là một trong những nhà lãnh đạo cuộc nổi dậy Slovakia 1944 chống lại Đức Quốc xã và Tiso. Husak là một thành viên của Đoàn Chủ tịch Hội đồng Quốc gia Tiếng Slovak từ 1 tháng 9 đến 5 tháng 9 1944. (?)